# Charles Schillings
Charles Schillings est un DJ/ producteur belge de musique électronique basé en France. Débutant à La Chapelle à Liège, il a été résident au Queen et au Rex à Paris ainsi que dans de prestigieux clubs internationaux . Il a travaillé de 1994 avec le label Pschent music en tant que directeur artistique jusqu'en 2011. Il  travaille comme sound designer pour des grands couturiers. En 2018, il prend la présidence de Art Project, studio d'enregistrement et de production à Velaux.

## Discographie
Compilations :
- Overground House vol. 1 à 6
- Trip Do Brasil
- Sérialement Vôtre
- Groove Lift – Couleur 3
- Groove from the underground – Aqua Recordings
- Club Pride
- Elite Model's Attitude (avec Felix)

Album : 
- « It's About… » - 2002
- « Not Correct » - 2004
- « Like A Radio » - 2010
- "blanc de noirs" - 2015

Maxi :
- King Of My Castle – Wamdue Project – Strictly Rhythm
- Spin it Right – Pschent Music
- Mulele – Pschent Music
- Be gone –Pschent Music
- Tengo Nada – Pschent Music
- It’s about time – Pschent Music
- kiss me-mapdance-records
- Guitar Billy- Passport Music 2015
- Where are you - Follentez
- Whatever makes you happy-Follentez
- Love Sex and Music -Follentez
- It's jazz-Follentez